# VesselSat
VesselSat war eine geplante Konstellation von drei Mikrosatelliten, die der Identifikation und Verfolgung von Schiffen auf den Weltmeeren durch ein satellitengestütztes Automatic Identification System (AIS) dienen.
Sie sollen im Rahmen der Orbcomm-Konstellation eingesetzt werden. Dabei geht es hier um das Tracking von Schiffen auf hoher See und die Übermittlung von Telemetrie und technischen Datenpaketen. Zwei Satelliten werden an ORBCOMM verleast als Ersatz für deren ausgefallene Quick-Launch-Satelliten.
Gebaut wurden die etwa 28 kg schweren würfelförmigen Satelliten durch die in Luxemburg ansässige LuxSpace Sarl (eine Tochter des Bremer Raumfahrtunternehmens OHB System AG). Sie tragen je zwei AIS Empfänger, jeder mit einer Dipolantenne zusammengesetzt aus zwei 1,7 m Elementen.
VesselSat-1 und VesselSat-2 operierten über die geplante dreijährige Lebensdauer hinaus. Ende 2015 verlor man den Kontakt zu VesselSat-1. Im Januar 2016 brach auch der Kontakt zu VesselSat-2 ab. LuxSpace betrachtet beide Missionen als vollständigen Erfolg. Das Projekt wurde am 26. Januar 2015 eingestellt.

## Satelliten
| Satellit    | Startdatum       | Startort                   | Trägerrakete     | Bemerkungen                                 |
| ----------- | ---------------- | -------------------------- | ---------------- | ------------------------------------------- |
| VesselSat 1 | 12. Oktober 2011 | Satish Dhawan Space Centre | PSLV-CA          | zusammen mit Megha-Tropiques, SRMSAT, Jugnu |
| VesselSat 2 | 9. Januar 2012   | Kosmodrom Taiyuan          | Langer Marsch 4B | zusammen mit ZY 3A                          |
| VesselSat 3 | abgebrochen      |                            |                  |                                             |